# Manuel das Neves
Manuel Joaquim Mendes das Neves (Golungo Alto, 25 de janeiro de 1896 — Vila Verde, 11 de dezembro de 1966) foi um monsenhor católico e ideólogo anticolonial angolano, uma das mais importantes figuras iniciais da Guerra de Independência de Angola.

## Biografia
Nascido no Golungo Alto, em 25 de janeiro de 1896, Manuel das Neves era filho de um agricultor português com uma mulher angolana. Com 12 anos ingressou no Seminário-Liceu de Luanda.
Foi ordenado padre em 1918 e tornou-se missionário secular (cônego) servindo na Diocese de Luanda a partir de 1932. Em 1950 o Papa Pio XII o ordena Prelado Doméstico de Luanda com o título de monsenhor.
Chegou a receber também atribuições e cargos civis como membro do Conselho do Governo Geral de Angola, de 1945 a 1947, um órgão consultivo de auxílio ao governador colonial Vasco Lopes Alves. A partir da década de 1930 também passou a envolver-se em atividades associativas e partidárias pela Liga Nacional Africana, entidade que chegou a ser eleito Presidente em 1947.
Sua influência na Liga o projetou para tornar-se membro do Conselho Legislativo de Angola, de 1955 a 1958, nomeado pelos Alto-Comissários Manuel de Gusmão de Mascarenhas Gaivão e Horácio José de Sá Viana Rebelo.
No início de 1959 Manuel das Neves acumulava as funções de Pároco da Igreja dos Remédios, diretor do Seminário Católico de Luanda, Deão do Cabido da Sé e Vigário da Arquidiocese de Luanda. Era o segundo da cadeia de comando da Igreja Católica em Luanda, a seguir ao próprio Arcebispo de Luanda.
Porém foi num evento organizado pelo próprio Manuel das Neves, em outubro de 1959, o I Encontro dos Ex-Seminaristas Residentes em Angola, que, pela primeira vez, compartilha suas ideias revolucionárias e anticoloniais. A partir deste evento estabelece contatos com lideranças políticas de diversas correntes de pensamento, mas sobretudo nacionalistas, no intuito de formar uma frente de independência contra o regime colonial português. Desperta atenção, principalmente, dos membros da União das Populações de Angola (UPA) que haviam participado da I Conferência dos Povos Africanos (ou Conferência Pan-Africana de Acra de 1958).
Em 1959 a Polícia Internacional e de Defesa do Estado (PIDE) elabora um relatório que já o lista, juntamente com Joaquim Pinto de Andrade, como um dos "cabecilhas" da agitação política em Luanda. Filiou-se à UPA em 1960 a partir do convite de Holden Roberto, ficando responsável por implantar células da UPA na cidade de Luanda. Utilizava sua posição religiosa para proferir sermões de cunho nacionalista, divulgando também o pensamento anticolonial nos corredores da Arquidiocese e nos seminários.
A militância anticolonial e a convicção religiosa o aproxima de Joaquim de Andrade no ano de 1959, que o convida, no ano seguinte, a tomar parte do Movimento Popular de Libertação de Angola (MPLA). Cabe ressaltar que desde 1959, com Antonico Monteiro e Joaquim de Andrade, já organizava reuniões clandestinas para promover estratégias e debater questões políticas relacionadas à independência de Angola. A distância da UPA em relação aos debates nacionalistas que ocorriam em Luanda e as prisões das lideranças do MPLA no Processo dos 50 (inclusive de seu ex-aluno Antonico Monteiro), seguidas do encarceramento de Agostinho Neto, de Joaquim de Andrade e de Manuel Pedro Pacavira pela PIDE em Luanda lhe fazem optar por militar unicamente pelo MPLA a partir de meados de 1960.
No final de 1960 Manuel das Neves passa a organizar aquele que viria a ser o primeiro ataque da Guerra de Independência de Angola. Além de recrutar para os organismos do MPLA os militantes inativos da UPA em Luanda, estabeleceu uma cadeia de comando centrada em Adão Neves Bendinha, com chefes de unidades com Raul Deão, Francisco Imperial Santana, Virgílio Sotto-Mayor, Manuel Cadete Nascimento, Domingos Manuel Mateus, João Beto e Domingos da Silva Paiva. Definiu criteriosamente os locais estratégicos de Luanda que deveriam ser os alvos dos ataques. Além disso, conseguiu financiamentos para comprar as armas e as roupas para os militantes com os membros do MPLA Ernesto Lara Filho, Bento Ribeiro Cabulo, Aníbal de Melo, Manuel Pereira do Nascimento, Francisco Roseira e Mariana Manana, e também com o padre Alexandre do Nascimento. O apoio financeiro solicitado à UPA foi ignorado por Holden Roberto.
Em janeiro de 1961 organizou e concentrou os militantes na periferia de Luanda para receber treino militar do cabo do Exército português Bento António. Ministrou vários rituais religiosos e permitiu rituais não-cristãos como forma de "imunizar" os militantes contra as balas dos portugueses.
Assim, de 4 a 19 de fevereiro 1961 deu-se o início da luta armada, tendo como marco os ataques à Casa de Reclusão Militar, a Cadeia da 7ª Esquadra da polícia, a sede dos CTT e a Emissora Nacional de Angola, todos em Luanda, e organizados ideologicamente por Manuel das Neves. Torna-se o primeiro ideólogo da luta armada nacionalista angolana.
Após 19 de fevereiro de 1961, em nome do MPLA, Manuel das Neves serviu como obsevador, investigador, relator e principal divulgador aos meios nacionalistas dos acontecimentos da greve da Baixa do Cassange, ocorridos de 4 de janeiro a 6 de março de 1961, denunciando que, nesta greve, os portugueses fuzilaram 524 trabalhadores grevistas e aldeões angolanos, bem como outros 795 feridos e 879 presos.
Em 21 de março de 1961, enquanto ocorriam os ataques da UPA no norte de Angola, Manuel das Neves foi preso pela PIDE, acusado de ser o principal instigador dos  ataques de fevereiro de 1961 em Luanda, bem como um dos principais nomes operacionais e o gerente financeiro do plano. Detido somente por três semanas em Luanda, foi transferido para Cadeia do Aljube e mantido, a partir de 18 de agosto de 1961, em liberdade vigiada pela PIDE no Seminário do Soutelo, em Vila Verde, no Distrito de Braga. Fica implicado no "Processo dos Padres", um conjunto de decisões repressivas contra a liberdade religiosa levada a cabo pelo governo salazarista contra religiosos considerados subversivos, com vistas a intimidação e silenciamento de sacerdotes católicos e pastores protestantes nacionalistas e militantes dos direitos humanos em Angola, agindo com métodos de deportação, reclusão e difamação.
Morreu no Seminário do Soutelo, em 11 de dezembro de 1966. Mesmo com apelos da família pela transladação do corpo para Luanda, somente militares da PIDE puderam comparecer ao seu funeral e enterro em Vila Verde.
Os seus restos mortais foram transladados para Angola em 5 de julho de 1994, numa cerimônia de Estado, estando sepultado no Cemitério do Alto das Cruzes.